# André Gomes
André Filipe Tavares Gomes vagy egyszerűen André Gomes (Grijó, 1993. július 30. –) portugál válogatott labdarúgó, legutóbb az Everton játékosa volt, 2019 és 2024 között.

## Pályafutása
André Gomes 2016-ban a Barcelona színeiben vált igazán ismertté, ám előtte sok klubban vett részt (pl.: Benfica, Valencia stb.). Egészen 2019-ig tartott Barcelonai pályafutása, mely után az Evertonba folytatta pályafutását, ahol ugyanus számos sérülést is szenvedett, de ezen kívül jól teljesít máig is. Heung Min Son a portugàl karrierjét egy kis ideig megszakította, mivel André Gomes súlyos sérülést szenvedett a lábán, mely véget is vethetett volna a portugál karrierjének.

## Karrier statisztika
2018. január 21-én lett frissítve.
| Klub             | Szezon           | Liga             | Liga            | Liga  | Kupa            | Kupa  | Ligakupa        | Ligakupa | Európai         | Európai | Egyéb           | Egyéb | Összesen        | Összesen |
| Klub             | Szezon           | Bajnokság        | Pályára lépések | Gólok | Pályára lépések | Gólok | Pályára lépések | Gólok    | Pályára lépések | Gólok   | Pályára lépések | Gólok | Pályára lépések | Gólok    |
| ---------------- | ---------------- | ---------------- | --------------- | ----- | --------------- | ----- | --------------- | -------- | --------------- | ------- | --------------- | ----- | --------------- | -------- |
| Benfica B        | 2012–2013        | Segunda Liga     | 9               | 3     | —               | —     | —               | —        | —               | —       | —               | —     | 9               | 3        |
| Benfica B        | 2013–2014        | Segunda Liga     | 8               | 5     | —               | —     | —               | —        | —               | —       | —               | —     | 8               | 5        |
| Benfica B        | összesen         | összesen         | 17              | 8     | —               | —     | —               | —        | —               | —       | —               | —     | 17              | 8        |
| Benfica          | 2012–2013        | Primeira Liga    | 7               | 1     | 3               | 0     | 2               | 0        | 5               | 0       | —               | —     | 17              | 1        |
| Benfica          | 2013–14          | Primeira Liga    | 7               | 1     | 4               | 1     | 3               | 0        | 9               | 0       | —               | —     | 23              | 2        |
| Benfica          | összesen         | összesen         | 14              | 2     | 7               | 1     | 5               | 0        | 14              | 0       | —               | —     | 40              | 3        |
| Valencia         | 2014–2015        | La Liga          | 33              | 4     | 4               | 0     | —               | —        | —               | —       | —               | —     | 37              | 4        |
| Valencia         | 2015–2016        | La Liga          | 30              | 3     | 4               | 0     | —               | —        | 7               | 2       | —               | —     | 41              | 5        |
| Valencia         | összesen         | összesen         | 63              | 7     | 8               | 0     | —               | —        | 7               | 2       | —               | —     | 78              | 9        |
| Barcelona        | 2016–2017        | La Liga          | 30              | 3     | 8               | 0     | —               | —        | 8               | 0       | 1               | 0     | 47              | 3        |
| Barcelona        | 2017–2018        | La Liga          | 11              | 0     | 5               | 0     | —               | —        | 6               | 0       | 1               | 0     | 23              | 0        |
| Barcelona        | összesen         | összesen         | 41              | 3     | 13              | 0     | —               | —        | 14              | 0       | 2               | 0     | 70              | 3        |
| Karrier összesen | Karrier összesen | Karrier összesen | 135             | 20    | 28              | 1     | 5               | 0        | 35              | 2       | 2               | 0     | 205             | 23       |

## Válogatott stasztika
2017. október 10-én lett frissítve.
| Nemzetközi csapat | Év       | Mérkőzés | Gólok |
| ----------------- | -------- | -------- | ----- |
| Portugália        | 2014     | 3        | 0     |
| Portugália        | 2015     | 1        | 0     |
| Portugália        | 2016     | 13       | 0     |
| Portugália        | 2017     | 10       | 0     |
| Összesen          | Összesen | 27       | 0     |

## Sikerei, díjai
- Benfica
  - Portugál bajnok: 2013–14
  - Portugál kupa: 2013–14
  - Portugál ligakupa: 2013–14
  - Európa-liga (döntős): 2012–2013 , 2013–2014[3]
- Barcelona
  - Spanyol Szuperkupa : 2016
- Portugália
  - Európa-bajnok: 2016
  - Konföderációs kupa harmadik hely: 2017